# Beatriz Michelena
Pour les articles homonymes, voir Michelena.
Beatriz Michelena (22 février 1890 - 10 octobre 1942) est une actrice et chanteuse américaine d'origine espagnole de l'époque du cinéma muet, connue à l'époque pour sa voix de soprano et ses apparitions dans les comédies musicales. Elle est l'une des rares stars latino du grand écran aux États-Unis dans les années 1910,. Elle est une femme de premier plan dans chaque projet de film dans lequel elle est impliquée et, après l'échec de la California Motion Picture Company (en), elle cofonde une société de production avec son mari George E. Middleton (en), produisant quatre de ses propres films.
Elle écrit des articles populaires pour les journaux, y compris des conseils pour les jeunes filles, décrivant ce que c'est que d'être actrice et répondant aux questions des lecteurs. Michelena écrit d'autres articles comme une histoire de l'industrie du cinéma. En 1920, lorsqu'elle arrête de faire des films, elle reprend sa carrière de chanteuse.
Michelena disparait de l'historiographie pendant de nombreuses années, mais sa place dans l'histoire a récemment été réexaminée; elle est mentionnée en 2002 dans une proclamation présidentielle et son film Salomy Jane de 1914 bénéficie d'une réédition limitée en 2008.

## Jeunesse

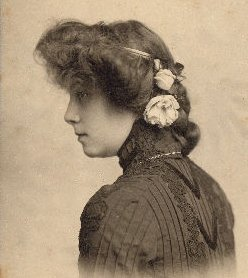
Michelena avec la Princess Chic Opera Co., 1901

Beatriz Michelena est née à New York en 1890, six ans après sa sœur Vera Michelena. Son père, Fernando Michelena, est un ténor réputé dont les parents espagnols s'étaient installés à Caracas, au Venezuela, où il est né,,,. Sa mère, Frances Lenord (1867 – 1912) est soprano et pianiste.
Pendant une grande partie de son enfance, les parents de Michelena tourne avec la compagnie d'Emma Abbott, une compagnie de théâtre itinérante qui interprète des opéras célèbres traduits en anglais pour le public américain. Plus tard, le père de Beatriz enseigne la musique et travaille comme coach vocal et, au moment de sa mort, il est président de l' Arrillaga Musical College (en) de San Francisco. Beatriz et ses sœurs Vera et Teresa Luisa, connue sous le nom de scène Donna Barrell, sont formées par leur père aux études de chant classique et d'art dramatique, et elles suivent ses traces en commençant leur propre carrière de chanteuse.
Vera apparait pour la première fois sur scène avec la compagnie Princess Chic Opera en 1901, à 17 ans, jouant le rôle principal dans The Man from China en 1904. Beatriz joue également avec Princess Chic en 1901, dans des rôles de chœur adaptés à un enfant de 11 ans. En 1904, alors que Vera poursuit sa carrière à New York, Fernando Michelena s'installe à San Francisco, pour enseigner le chant. Il élève Beatriz et continue à la former, comme soprano, aux techniques vocales d'opéra. Il transmet son expérience de la scène à sa fille : la façon de bouger comme une autre personne, la façon de faire des gestes simples mais autoritaires et la façon de gagner en intensité tout au long d'une représentation. Maria Antonia Field, une écrivaine californienne, racontera plus tard son expérience en tant qu'élève du père de Michelena dans son livre, Five Years of Vocal Study under Fernando Michelena.

## Mariage et carrière sur scène
Le dimanche 3 mars 1907, Michelena épouse George E. Middleton (en), concessionnaire automobile à San Francisco, « heureux aboutissement » d'une romance qui a commencé à l'école. Le mariage a lieu au 232 Divisadero Street, dans la maison des parents de la demoiselle d'honneur Margaret McGovern, "une amie de toujours de la mariée". Le juge Thomas F. Graham célèbre la cérémonie. Le couple passe quelques semaines à Los Angeles pour leur lune de miel.
Middleton est le directeur de la Middleton Motor Car Company et le fils d'un magnat du bois californien. Il présente Michelena à ses amis de la société et à ses partenaires commerciaux, y compris les administrateurs de la succession de Charles Crocker qui a reconstruit l'hôtel Westin St. Francis (en) après le tremblement de terre et l'incendie de 1906.

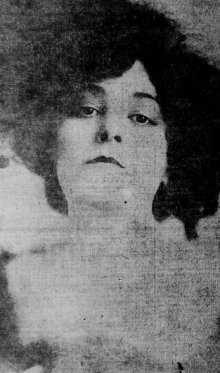
Michelena en 1910

En octobre 1910, après deux années d'absence de la scène, Beatriz Michelena Middleton reçoit une "full ovation" au Garrick Theatre pour son rôle dans The White Hen, une comédie musicale se déroulant en Autriche. Le comédien Max Dill (en), leader de la compagnie, est la vedette du spectacle, recevant 14 minutes d'applaudissements en entrant sur scène. Michelena reçoit une petite fortune en fleurs, selon le critique du San Francisco Call, Walter Anthony. L'actrice vedette Lora Lieb, originaire de San Francisco mais inconnue en tant qu'interprète, reçoit moins d'applaudissements.
Middleton et Michelena accordent un interview à Anthony après le succès de The White Hen. Middleton déclare qu'il a gardé sa femme hors de la scène, "qu'il n'aime pas l'idée de la comédie musicale, mais ne se serait pas opposé à son apparition dans le grand opéra ". Néanmoins, il accepte une offre de Max Dill. Michelena déclare "qu'elle a jusqu'ici passé sa vie à étudier pour interpréter trois rôles d'opéra : Carmen et Micaëla dans Carmen, et Violetta Valéry dans La traviata". Elle dit qu'avant d'apparaître au Garrick Theatre, elle a eu peur que sa formation scénique ne soit perdue et qu'elle doit surmonter ses propres peurs ainsi que les objections de son mari.
Fin novembre, Michelena quitte la compagnie de Dill, en disant qu'elle est sous Lora Lieb dans la publicité théâtrale, malgré l'arrangement qu'elle a conclu avec le directeur de la compagnie Nat A. Magner. Elle dit qu'elle refuse de mettre son célèbre nom de famille à la deuxième place.

Le 6 décembre 1910, une histoire dans le San Francisco Call parle de Michelena et de sa sœur découvertes sept ans auparavant par John Slocum, le manager qui travaillait avec les filles de la compagnie Princess Chic. Selon l'histoire, Slocum a essayé de faire signer à Michelena un contrat à long terme, mais s'est fait devancer par Middleton, « l'athlète et clubman de la ville », qu'elle a épousé. Une semaine plus tôt, Michelena a fait sensation en démissionnant de la compagnie Max Dill, mais accepte par la suite d'apparaître pour quatre représentations dans la production itinérante de Slocum, The Kissing Girl, mettant en vedette l'amie de Michelena, l'actrice Texas Guinan, disposée à se retirer pendant quelques jours pendant que Michelena joue le rôle principal de Christina. Michelena a dit :
"Leo Cooper, il y a sept ans, a insisté pour que M. Slocum entende deux jeunes chanter. Les jeunes étaient Vera et moi-même. Il a eu la bonté de nous faire confiance et nous a donné des postes dans sa compagnie Princess Chic, où nous avons grandi; par la suite, grâce à ses encouragements et son aide, à des postes de prima donna. En souvenir de ces gentillesses du passé et parce que j'aime le travail, j'ai été heureux de dire oui à sa demande d'apparaître quelques fois avec sa compagnie pour Auld Lang Syne avant que The Kissing Girl ne reprenne son chemin".
.Après les trois représentations à San Francisco et une à Oakland, Michelena et son mari prennent place dans le public pour regarder Guinan jouer le rôle-titre de la pièce au Victory Theatre de San Jose le 15 décembre 1910.
Michelena chante un rôle dans Tik-Tok of Oz (en) en 1913. Cette année-là, pendant la saison d'automne, Michelena est une vedette de la Mechanics' Fair, un salon automobile à San Francisco. Par la suite, elle chanté lors de l'inauguration de la Lincoln Highway, la première route transcontinentale du pays. La célébration du terminus ouest au Valencia Theatre de San Francisco est organisée par l'Association des concessionnaires automobiles, le 31 octobre 1913.

## California Motion Picture Company
Middleton crée la California Motion Picture Company (en) à San Rafael en 1912 dans le but de tourner des publicités pour les automobiles qu'il vend. Il décide que sa jolie femme peut jouer dans des films réalisés par sa société. En 1914, Middleton et Michelena tournent trois grands films en même temps.
Charles Crocker, le propriétaire de l'hôtel St. Francis à San Francisco, et Herbert Scott, président de la Mercantile Bank, finance le projet. Herbert Payne est le président de la société, Alexander E. Beyfuss le vice-président et directeur général, George E. Middleton, le directeur de production et réalisateur, et Louis Hutt le cadreur en chef et chef de son laboratoire.

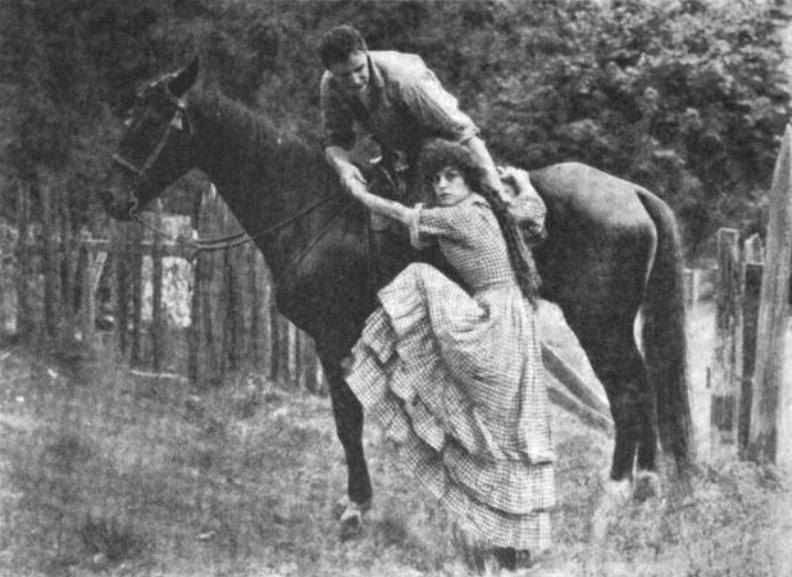
Pendant le tournage de Salomy Jane, Michelena pose pour une publicité toujours avec House Peters.

Le premier long métrage réalisé par CMPC, Salomy Jane, projeté la première fois à l'hôtel St. Francis sur invitation seulement. Le rôle de Michelena est Salomy Jane Clay d'après l'œuvre de l'écrivain Bret Harte, une fille énergique d'un mineur émigré. Elle est courtisée par quatre hommes mais préfère un cinquième joué par l'idole britannique House Peters.

Le film a une distribution nationale limitée et connait un succès auprès des spectateurs qui sont impressionnés par le paysage sauvage de la Californie, avec des séquoias géants, des routes sinueuses longeant des falaises rocheuses et la Russian River. La représentation du rôle-titre par Michelena est également un attrait. La journaliste Josephine Clifford McCracken (en) écrit à son sujet dans le numéro de juin 1915 d'Overland Monthly :
"Fille d'un ténor renommé de l'époque des pionniers de San Francisco, elle-même une prima donna avec une place assurée sur la scène lyrique moderne, une fille avec une riche tradition artistique derrière elle, les dons de Miss Michelena ne s'arrêtent pas là. Elle a une beauté, une vivacité, un esprit, des réalisations intellectuelles et une grâce athlétique rares".

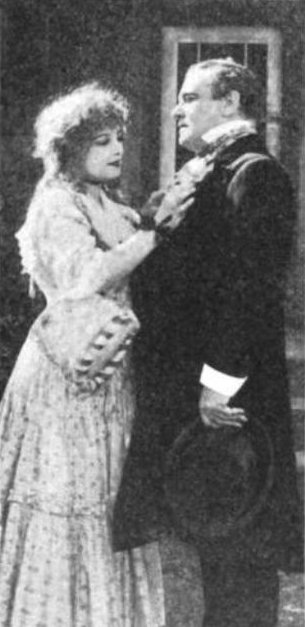
Michelena avec Andrew Robson dans The Lily of Poverty Flat (1915).

Un lieu de tournage du CMPC se trouve sur une propriété familiale près de Boulder Creek, en Californie, où le père de Middleton avait établi une exploitation forestière maintenant connue sous le nom de Middleton Tract. D'autres lieux de tournage sont des parties sauvages des comtés de Sonoma, Santa Cruz et Marin. À San Rafael, le studio est fier de posséder un grand bâtiment aux parois de verre et au toit qui laisse entrer la lumière mais pas le vent afin que le tournage des scènes d'intérieur puisse avoir lieu en pleine lumière sans le battement révélateur des nappes et des vêtements soufflés par les rafales. La société utilise une caméra Bell & Howell de 1 250 US$, considérée comme chère pour l'époque et d'une valeur actuelle d'environ 32 000 dollars. La caméra contient deux bobines de film de sorte que deux négatifs sont réalisés pour chaque scène. Une deuxième caméra à 700 $ fourni une troisième bobine de la même scène, sous un autre angle.
Même si Salomy Jane ne rapporte pas de bénéfice, probablement en raison des canaux de distribution de seconde zone, son accueil favorable convainc Middleton que sa femme peut défier la meilleure star de cinéma au monde, Mary Pickford . Chaque film CMPC est désormais destiné à être un moyen promotionnel pour Michelena. Malheureusement, l'ego de Michelena grandit avec les critiques élogieuses de ses compétences, et ses demandes de traitement de star entraînent des dépenses plus lourdes pour les productions qui ont continué à perdre de l'argent. Mignon, The Lily of Poverty Flat, A Phyllis of the Sierras, Salvation Nell et The Rose of the Misty Pool  échouent tous  à générer des bénéfices. Une somptueuse production de Faust en 1915 doit être terminée avant la fin de l'année. Faust n'est pas terminé en janvier 1916 et le président du CMPC, Herbert Payne, ferme la société cinématographique et dépose le bilan. Faust n'a jamais été présenté au public.

## Journaliste

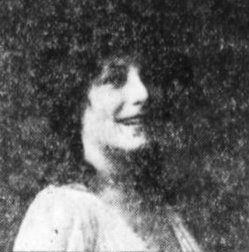
Photo de Michelena dans le Prescott Journal Miner, 14 mai 1916.

En 1915 et 1916, Michelena écrit une chronique régulière "Talks with Screen-struck Girls", d'abord publiée par le San Rafael Independent, le mardi ; elle parait ensuite le dimanche dans d'autres journaux : le San Francisco Examiner et le Prescott Journal Miner (Arizona). Elle écrit sur les qualités idéales chez une actrice et sur ce que les jeunes filles pourraient faire pour les développer.
Elle reçoit un torrent de lettres de lecteurs, beaucoup proviennent de filles demandant « Dois-je savoir monter à cheval ? » ou « Dois-je savoir nager ? ». En réponse, Michelena décrit comment ces compétences sont utiles à une actrice de cinéma, mais pas absolument nécessaires ; elle dit "qu'ils sont des accessoires, plutôt que la substance de la chose ... Je conseillerais à toutes les filles entrant dans le cinéma d'apprendre à monter à cheval, à nager et à faire tout le reste, mais je voudrais qu'elle se rende compte de leur subordination au côté vraiment artistique de la profession".

Le 7 mai 1916, Michelena écrit pour avertir les filles souhaitant la gloire sur le grand écran que beaucoup comme elles se retrouvaient "l'esprit brisées", avec leurs attentes brisées. Elle leur conseille de rester à la maison et d'éviter une « amère déception » dans la réalisation de films. En juillet, elle discute de certaines des spécificités des défis mentaux du jeu d'acteur :
"Il y a une centaine de petites particularités qui indexent le caractère de pratiquement chaque type de personne, et c'est l'efficacité avec laquelle on saisit, comprend et utilise ces particularités qui fait de lui un grand artiste dramatique… La véritable grande actrice… doit non seulement reconnaître les traits tels qu'elle les voit se manifester extérieurement, mais elle doit aussi pénétrer dans la peau et reconnaître les conditions de pensée ou d'émotion qui les font naître. Ensuite, et c'est le véritable test de ses talents, elle doit tellement se perdre dans ces conditions de pensée et d'émotion, et ressentir à travers elles, que son mimétisme de leurs manifestations extérieures vient naturellement et sans effort conscient".
En plus de sa chronique, Michelena écrit des articles occasionnels destinés à un lectorat plus large. Elle écrit en octobre 1916 sur l'histoire de l'industrie du cinéma dans une série de plusieurs articles, commençant son récit par un récit de la décomposition photographique du mouvement du cheval de course du gouverneur Leland Stanford nommé Occident par Eadweard Muybridge. Elle définit cette image à grande vitesse comme essentielle au développement des images animées.

## Michelena Studios

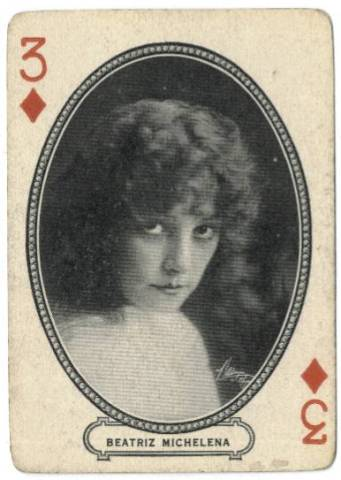
Michelena sur une carte à jouer.

Middleton et Michelena achètent la société cinématographique en faillite pour quelques milliers de dollars en 1917 et la rebaptisent Michelena Studios. Leur nouvelle société s'appelle Beatriz Michelena Features, et le tournage de leur prochain long métrage, Just Squaw, commence. Le personnage principal de Michelena est une femme blanche élevée par des Indiens d'Amérique, une femme qui ne réalise son héritage racial qu'après être tombée dans un amour interdit avec un homme blanc. Le film ne passe qu'une semaine à San Francisco en 1919 et ne rapporte pas de bénéfice.
Le nouveau distributeur, Robertson-Cole, ne réussit pas à trouver le bon marché pour Heart of Juanita et The Flame of Hellgate en 1920. Le public américain est devenu plus sophistiqué, et Michelena Studios utilise toujours ses techniques de production antérieures. Après avoir tourné The Flame of Hellgate, Middleton et Michelena arrêtent complètement de faire des films. Elle revient au chant et lui à ses ventes de voitures. Ils auraient divorcé au milieu des années 1920, bien que Middleton ait déclaré au recensement américain de 1930 qu'ils étaient mariés. Ils n'ont pas eu d'enfant.

## Retraite et dernières années
Après avoir quitté le cinéma, Michelena poursuit sa carrière de chanteuse et fait une tournée en Amérique latine en 1927 où elle est chaleureusement accueillie au sein d'une troupe de chanteurs et de danseurs de 30 personnes, interprétant Carmen et Madame Butterfly. Le San Francisco Chronicle rapporte qu'il s'agit de "la première visite de ces pays par une star américaine de l'opéra dans des représentations du répertoire". Par la suite, elle prend sa retraite de la scène et retourne à San Rafael pour vivre près de son ancien studio de cinéma. Entre 1937 et 1941, elle vend 10 des 26 parcelles immobilières qui forment son studio. Le 10 octobre 1942, après une opération chirurgicale, elle meurt à l'âge de 52 ans au St. Mary's hospital de San Francisco,. Sa sœur Vera Michelena et son ex-mari George Middleton lui survivent.

## Héritage
Le studio Michelena Features à San Rafael reste vide dans les années 1920 avec sa voûte en briques recouvertes de métal abritant tous les films au nitrate de la société, y compris les premiers tournés par CMPC. En 1931, des garçons jouant avec un pétard sur le terrain déserté, mettent le feu à la voûte et à tout son contenu inflammable. Toutes les copies connues des films de Michelena sont détruites, une perte que Middleton estime à 200 000 $; soit environ 3.4 millions de dollars d'aujourd'hui. En 1996, une copie nitrate de 82 ans de Salomy Jane est retrouvée en Australie ; elle est envoyée à la Bibliothèque du Congrès pour être conservée. La prise de conscience de la contribution Michelena aux premiers films et de son rôle de star hispanique révolutionnaire arrive en 2002 avec une proclamation faite par le président George W. Bush à l'occasion du National Hispanic Heritage Month (en) au cours duquel il la classe comme l'un des acteurs latinos influents d'Amérique. En 2008, une nouvelle copie de Salomy Jane est publiée pour une distribution limitée,.

## Filmographie

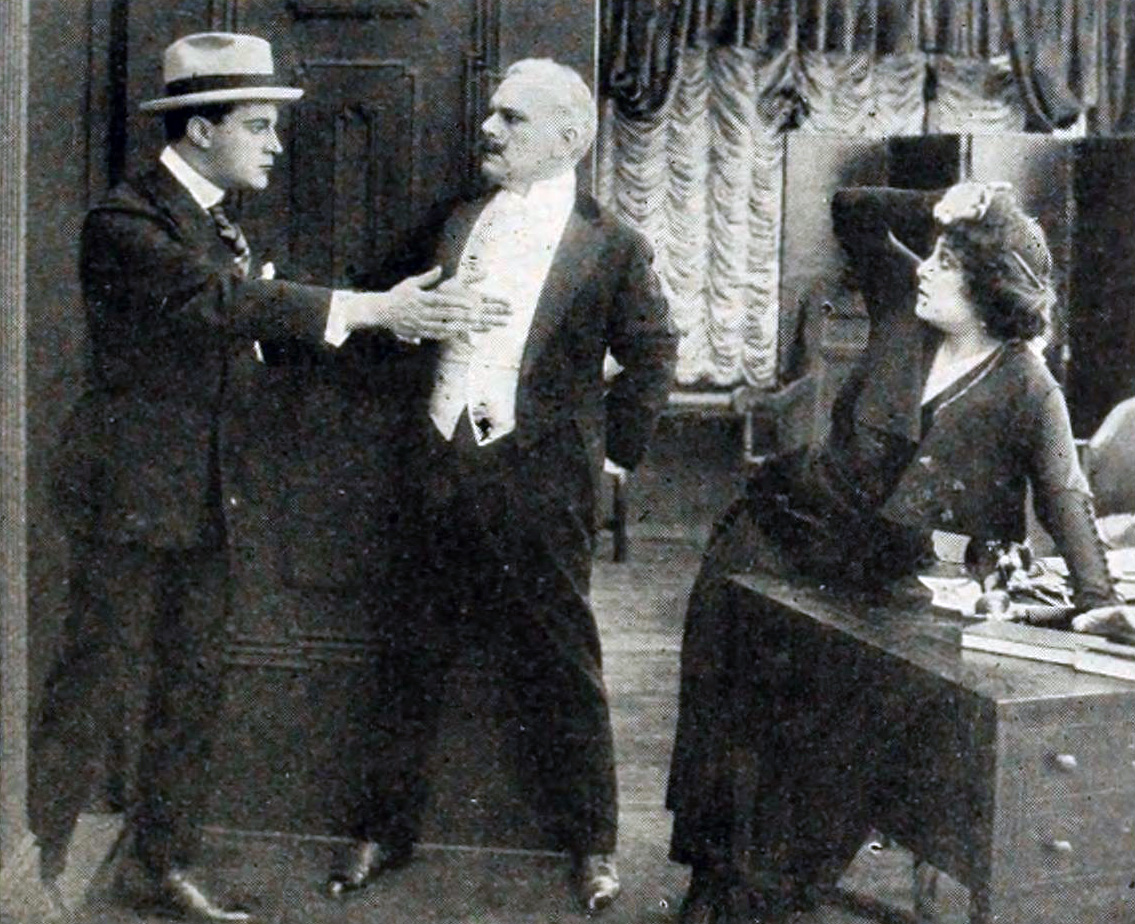
The Woman Who Dared (1916).

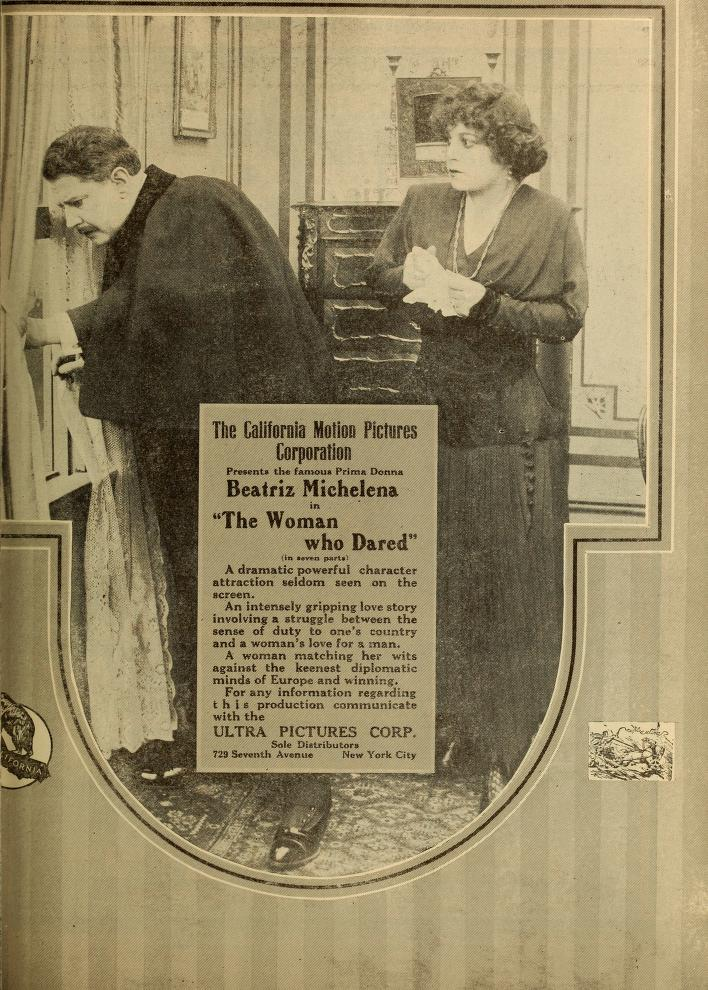
The Woman Who Dared (1916).

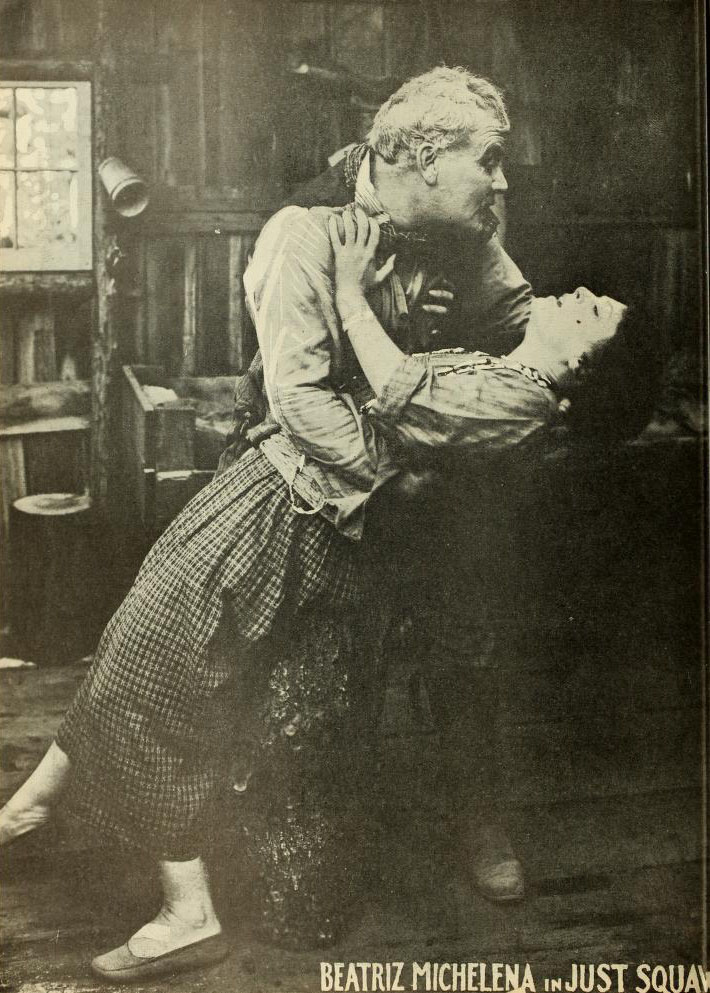
Dans Just Squaw (1919).

| An    | Film                            | Rôle                       | Autres notes                                                                                        |
| ----- | ------------------------------- | -------------------------- | --------------------------------------------------------------------------------------------------- |
| 1914  | Salomy Jane                     | Salomy Jane Clay           | Michelena s'est blessée en faisant ses propres cascades                                             |
| 1914  | Mrs. Wiggs of the Cabbage Patch | Lovey Mary                 | |
| 1915  | Mignon                          | Mignon                     | d'après trois poèmes de Bret Harte ; scénario de Charles Kenyon                                     |
| 1915  | The Lily of Poverty Flat        | Lily Folinsbee             | |
| 1915  | A Phyllis of the Sierras        | Minty Sharpe               | d'après une histoire de Bret Harte                                                                  |
| 1915  | Salvation Nell                  | Nell Saunders              | basé sur la pièce du même nom d'Edward Sheldon, film perdu                                          |
| 1915  | The Rose of the Misty Pool      | Rose                       | Scènario de Charles Kenyon                                                                          |
| 1916. | The Unwritten Law               | Kate Wilson                | |
| 1916. | The Woman Who Dared             | Princesse Béatrix de Rohan | |
| 1919  | Juste Squaw                     | Faon                       | Seuls quatre des cinq bobines demeurent aujourd'hui à la Bibliothèque du Congrès                    |
| 1919  | The Price Woman Pays            | Margueritee                | |
| 1920  | Heart of Juanita                | Juanita                    | Michelena a produit ce film, tourné pour la première fois en 1916 sous le nom de The Passion Flower |
| 1920  | The Flame of Hellgate           | Star Dowell                | |